# 肖伯格手槍
肖伯格手槍（Laumann Pistol），在1892年，奥地利人约瑟·劳曼（Joseph Laumann）发明了历史上第一把半自动手枪，由斯泰尔制造，採用反沖作用系統，發射7.8×19R手枪彈，彈夾供彈。因为他在申請登記专利，喜欢签上肖伯格兄弟公司的名字，所以又被称为劳曼手枪，但這種手槍後來未被推广使用，而是後來由德國人製作的手槍產生較大的影響。